# 伊芙琳·莎瑪
伊芙琳·莎瑪（英語：Evelyn Sharma，1986年7月12日—）是印度女演員。莎瑪的父母分別是印度人及德國人。她最知名的作品是電影那些年我們瘋狂的青春，她亦多在寶萊塢電影中擔任配角。

## 外部連結
- 伊芙琳·莎瑪在互联网电影资料库（IMDb）上的資料（英文）

1. ↑  “Evelyn Sharma and husband Tushaan Bhindi welcome daughter Ava Rania Bhindi, share first pic. See here” （页面存档备份，存于） Hindustan Times [19-11-2021]